# Stefan Kurt
Pour les articles homonymes, voir Kurt.
Stefan Kurt, né à Berne (Suisse) le 22 octobre 1959 , est un acteur suisse. 
Il a joué sur scène ainsi que dans quelque septante films et téléfilms depuis 1993.

## Filmographie partielle
- 1996 : Der Schattenmann de Dieter Wedel
- 1997 : Marthas Garten de Peter Liechti
- 1998 : Gegen Ende der Nacht d'Oliver Storz
- 1998 : Ein großes Ding de Bernd Schadewald
- 1999 : Der Vulkan de Ottokar Runze
- 1999 : Tödliche Schatten de Diethard Klante
- 2000 : Beresina oder Die letzten Tage der Schweiz de Daniel Schmid
- 2001 : Die Affäre Semmeling de Dieter Wedel
- 2002 : Big Girls Don't Cry (Große Mädchen weinen nicht) de Maria von Heland
- 2004 : Die andere Frau de Margarethe von Trotta
- 2005 : Ultima Thule. Eine Reise an den Rand der Welt de Hans-Ulrich Schlumpf
- 2006 : Tod eines Keilers de Urs Egger
- 2006 : Drei Schwestern made in Germany d'Oliver Storz
- 2007 : Mon Führer : La Vraie Véritable Histoire d'Adolf Hitler de Dani Levy : Albert Speer
- 2007 : Quatre Minutes (Vier Minuten) de Chris Kraus
- 2007 : Frühstück mit einer Unbekannten de Maria von Heland
- 2007 : Bis zum Ellenbogen de Justus von Dohnányi
- 2008 : Hurenkinder de Andreas Kleinert
- 2008 : Le Grincheux (Ein starker Abgang) de Rainer Kaufmann (téléfilm)
- 2009 : Mensch Kotschie de Norbert Baumgarten
- 2009 : Die Frau, die im Wald verschwand de Oliver Storz
- 2009 : Giulias Verschwinden (La Disparition de Julia) de Christoph Schaub
- 2009 : Haus und Kind de Andreas Kleinert
- 2010 : Der letzte Weynfeldt de Alain Gsponer
- 2010 : Aghet : 1915, le génocide arménien (Aghet. Ein Völkermord) d'Eric Friedler : Raphael Lemkin (téléfilm-documentaire)
- 2010 : Stationspiraten de Mike Schaerer
- 2011 : Dreileben : Frank Molesch (trilogie de trois téléfilms)

1. Etwas Besseres als den Tod de Christian Petzold
2. Komm mir nicht nach de Dominik Graf
3. Eine Minute Dunkel de Christoph Hochhäusler

- 2011 : Ein Tick anders (de) de Andi Rogenhagen
- 2011 : Spuren des Bösen de Andreas Prochaska
- 2011 : L'Enfance volée (Der Verdingbub) de Markus Imboden : monsieur Bösiger
- 2012 : Ruhm
- 2012 : Tatort (épisode Todesschütze (de))
- 2013 : Akte Grüninger d'Alain Gsponer
- 2014 : Ich und Kaminski : Bogovich  (en post-production)
- 2015 : Desaster (en post-production)
- 2015 : Dengler - Die letzte Flucht : Dirk Assmuss  (mini-série télévisée) (en production)
- 2017 : Papa Moll
- 2020 : Le Prix de la paix de Petra Volpe : Carl Frei

Prochainement
- 2023 : Sisi & Ich : Berzeviczy[1]

## Au théâtre (partiel)
- 2003 : Léonce et Léna au Berliner Ensemble (Berlin), mise en scène de Robert Wilson

## Récompenses et distinctions
- Prix du cinéma suisse du meilleur second rôle 2012 pour L'Enfance volée (Der Verdingbub)